# Алфей (Клеоп)
Алфей — мужчина, упоминающийся в Новом завете как отец двух апостолов:
- Левий Матфей[1]
- Иаков Алфеев

Возможно, под этим именем подразумеваются два различных человека. И Матфей, и Иаков названы «Алфеев» или «сын Алфея», но нет ни одного прямого упоминания о том, что они действительно были братьями.
Алфей также известен под именем Клеоп, это имя также встречается в Евангелии.